# Посёлок отделения № 2 совхоза «Белоглинский»
отделения № 2 совхоза «Белоглинский» — упразднённый посёлок в Белоглинском районе Краснодарского края России. Входил в состав Белоглинского сельского поселения. В 2002 году включён в состав села Белая Глина и исключен из учётных данных.

## География
Располагался в степи в истоке балки Водяная, к югу от реки Рассыпная, на расстоянии примерно 9 км (по прямой) к востоку от села Белая Глина.

## История
Возник как производственное отделение совхоза «Белоглинский».
В качестве населённого пункта зарегистрирован в 1977 году.
Постановление Законодательного Собрания Краснодарского края от 29 мая 2002 г. № 1512-П посёлок включён в состав села Белая Глина и исключен из учётных данных.

## Население
По данным на 1999 год в посёлке проживало 52 человека.